# Karpîha, Semenivka
Karpîha (în ucraineană Карпиха) este un sat în comuna Veremiivka din raionul Semenivka, regiunea Poltava, Ucraina.

## Demografie
Componența lingvistică a localității Karpîha
     Ucraineană (92,11%)
     Rusă (5,92%)
Conform recensământului din 2001, majoritatea populației localității Karpîha era vorbitoare de ucraineană (92,11%), existând în minoritate și vorbitori de rusă (5,92%) și armeană (1,97%).